# (11464) Moser
(11464) Moser est un astéroïde de la ceinture principale.

## Description
(11464) Moser est un astéroïde de la ceinture principale. Il fut découvert le 6 mars 1981 à l'observatoire de Siding Spring par Schelte J. Bus. Il présente une orbite caractérisée par un demi-grand axe de 2,99 UA, une excentricité de 0,26 et une inclinaison de 1,3° par rapport à l'écliptique.